# Abagrotis apposita
Abagrotis apposita är en fjärilsart som beskrevs av Augustus Radcliffe Grote 1878. Abagrotis apposita ingår i släktet Abagrotis och familjen nattflyn. Inga underarter finns listade i Catalogue of Life.